# Marcelo Pereira
Marcelo Antonio Pereira Rodríguez (Tegucigalpa, 27 de maio de 1995) é um futebolista profissional hondurenho que atua como defensor, atualmente defende o CD Motagua.

## Carreira

### Rio 2016
Pereira fez parte do elenco da Seleção Hondurenha de Futebol nas Olimpíadas de 2016.